# Tina Maze
Tina Maze (2 de maig de 1983, Slovenj Gradec, Eslovènia) és una esquiadora, ja retirada, que ha guanyat 2 medalles d'or olímpiques (4 medalles en total), 4 Campionats del Món (9 medalles en total), 1 General de la Copa del Món (i 3 Copes del Món en diferents disciplines) i 26 victòries a la Copa del Món d'Esquí Alpí (amb un total de 81 podis). També ha treballat com a model i cantant.